# 豊岡町 (岐阜県)
豊岡町（とよおかちょう）は、かつて岐阜県可児郡にあった町。1934年8月1日、土岐郡多治見町に編入された。

## 地理
岐阜県の東部、可児郡の南部に位置し、町の西部は池田村と小泉村、北部は平牧村と久々利村、東部は土岐郡泉町、南部は多治見町と接していた。
- 川：土岐川、大原川

## 歴史
- 1889年（明治22年）7月 - 中ノ郷村、長瀬村、小名田村が合併し豊岡村となる。
- 1901年（明治34年）6月10日 - 豊岡村が町制施行し豊岡町となる。
- 1923年（大正12年）10月 - 町役場移転。
- 1934年（昭和9年）8月1日 - 土岐郡多治見町に編入。

## 行政
町役場所在地の豊岡町字小名田屋は、現在の多治見市小田町（岐阜地方裁判所多治見支部の位置）である。

## 教育
- 豊岡実践女学校（岐阜県立多治見高等学校の前身のひとつ）
- 豊岡尋常高等小学校（現・多治見市立精華小学校）
- 高田尋常高等小学校（現・多治見市立共栄小学校）

## 交通
- 日本国有鉄道（現東海旅客鉄道）中央本線・太多線
  - 多治見駅
- 笠原鉄道（1944年に東濃鉄道笠原線となり1978年に廃止）
  - 新多治見駅